# Dracoraptor
Dracoraptor (букв. «дракон-крадій») — рід хижих неотероподних динозаврів, рештки знайдені у геттанзькому ярусі раннього юрського періоду, Уельс.

## Дослідження

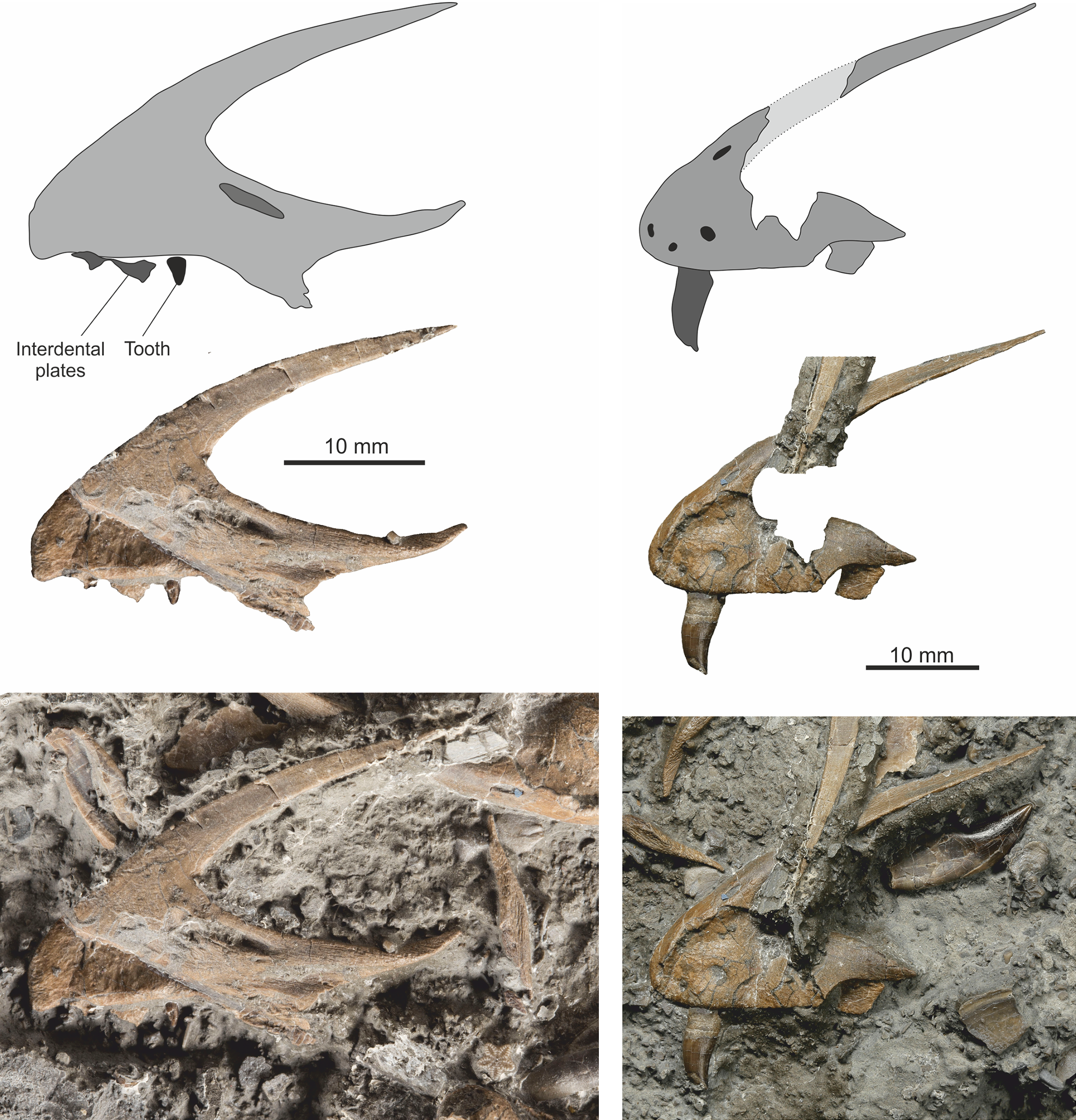
Права і ліва premaxilla

Скам'янілості Dracoraptor були знайдені у 2014 і 2015 роках на пляжі поблизу міста Кардіфф.
Назва Dracoraptor означає в буквальному перекладі «дракон-грабіжник», а видове ім'я hanigani дано йому на честь мисливців за копалинами, братів Ніка та Роба Ханніганов (англ. Nick and Rob Hanigan), першими які виявили кістки нового динозавра в скелі, що вивалився на пляж з берегового обриву навесні 2014 року. Через рік студент Портсмутського університету Сем Девіс (англ. Sam Davies) знайшов там само відсутню лапу ящера.
Голотип, NMW 2015.5G.1–2015.5G.11 має вік 201.3 млн років ± 0.2 млн років

## Опис
Dracoraptor hanigani був відносно невеликим двоногим хижим динозавром. При рості в 70 см його повна довжина складала близько двох метрів, в основному завдяки довгому хвосту, за допомогою якого Dracoraptor утримував рівновагу на бігу. Судячи з усього, він був мешканцем суходолу або морського узбережжя, але його залишки знайдені в морських відкладеннях, серед амонітів і голкошкірих. Ймовірно, вже після загибелі тварини тіло віднесло в море штормом з одного з островів архіпелагу Святого Девіда, що розташовувався 200 млн років тому на місці сучасного Уельсу.
Швидше за все, тварина загинула в досить молодому віці. Багато його кістки ще не до кінця сформувалися, а ті, що мали злитися між собою, не встигли цього зробити, тому ймовірно дорослі тварини були більші й масивніші.

## Філогенія
Згідно з дослідженнями на 2016 рік Dracoraptor — один з найперших представників групи неотеропод, базальним представником яких є Coelophysoidea. Проте деякі риси будови ріднять Dracoraptor hanigani з відносно примітивними хижаками родів Tawa і Daemonosaurus.